# Světový pohár v rychlobruslení 2005/2006
Světový pohár v rychlobruslení 2005/2006 byl 21. ročník Světového poháru v rychlobruslení. Konal se v období od 12. listopadu 2005 do 4. března 2006. Soutěž byla organizována Mezinárodní bruslařskou unií (ISU).

## Kalendář
| Místo          | Datum                  | 100 m | 500 m | 1000 m | 1500 m | 3 km/5 km | 5 km/10 km | stíhací závod | hromadný start1 |
| -------------- | ---------------------- | ----- | ----- | ------ | ------ | --------- | ---------- | ------------- | --------------- |
| Calgary        | 12.–13. listopadu 2005 |       |       |        | 1×     | 1×        |            | 1×            |                 |
| Salt Lake City | 18.–20. listopadu 2005 |       | 2×    | 2×     | 1×     | 1×        |            |               |                 |
| Milwaukee      | 26.–27. listopadu 2005 | 1×    | 2×    | 2×     |        |           |            |               |                 |
| Heerenveen     | 3.–4. prosince 2005    |       |       |        | 1×     |           | 1×         | 1×            |                 |
| Turín          | 9.–11. prosince 2005   |       | 2×    | 1×     | 1×     | 1×        |            | 1×            |                 |
| Inzell         | 17.–18. prosince 2005  | 1×    | 2×    | 2×     |        |           |            |               |                 |
| Klobenstein    | 28.–29. ledna 2006     |       | 2×    | 2×     |        |           |            |               |                 |
| Heerenveen     | 3.–5. března 2006      | 1×    | 2×    | 1×     | 1×     | 1×        |            |               | 1×              |

1 závod na 10 km mužů s hromadným startem, pouze ukázková disciplína

## Muži

### 100 m
| Místo          | 1. místo       | Čas      | 2. místo                | Čas      | 3. místo        | Čas      |
| -------------- | -------------- | -------- | ----------------------- | -------- | --------------- | -------- |
| Milwaukee      | Jü Feng-tchung | 9,66     | I Kang-sok An Wej-ťiang | 9,76     | —               | —        |
| Inzell         | Mika Poutala   | 9,76     | Maciej Ustynowicz       | 9,85     | Sergej Kornilov | 9,92     |
| Heerenveen     | Júja Oikawa    | 9,63     | I Kang-sok              | 9,68     | Mika Poutala    | 9,95     |
|                |                |          |                         |          |                 |          |
| Celkové pořadí | Júja Oikawa    | 210 bodů | Mika Poutala            | 205 bodů | I Kang-sok      | 200 bodů |

### 500 m
| Místo            | 1. místo           | Čas        | 2. místo               | Čas      | 3. místo                          | Čas      | Příp. další česká účast                                    | Čas         |
| ---------------- | ------------------ | ---------- | ---------------------- | -------- | --------------------------------- | -------- | ---------------------------------------------------------- | ----------- |
| Salt Lake City 1 | Džódži Kató        | 34,30 (WR) | I Kang-sok             | 34,58    | Jeremy Wotherspoon                | 34,62    | 53. Zdeněk Haselberger                                     | 41,30       |
| Salt Lake City 2 | Džódži Kató        | 34,45      | I Kang-sok             | 34,55    | Jeremy Wotherspoon                | 34,63    | 58. Miroslav Vtípil 62. Pavel Kulma                        | 38,17 41,80 |
| Milwaukee 1      | I Kang-sok         | 35,20      | Jü Feng-tchung         | 35,24    | Jeremy Wotherspoon                | 35,27    | —                                                          | —           |
| Milwaukee 2      | Jeremy Wotherspoon | 34,91      | Dmitrij Dorofejev      | 35,09    | Casey FitzRandolph                | 35,15    | —                                                          | —           |
| Turín 1          | Jü Feng-tchung     | 35,19      | I Kang-sok Džódži Kató | 35,23    | —                                 | —        | —                                                          | —           |
| Turín 2          | Džódži Kató        | 35,29      | Dmitrij Dorofejev      | 35,32    | Jeremy Wotherspoon Jü Feng-tchung | 35,37    | —                                                          | —           |
| Inzell 1         | Dmitrij Dorofejev  | 35,78      | Gerard van Velde       | 36,27    | Even Wetten                       | 36,32    | —                                                          | —           |
| Inzell 2         | Dmitrij Dorofejev  | 35,88      | Janne Hänninen         | 36,19    | Pekka Koskela                     | 36,21    | —                                                          | —           |
| Klobenstein 1    | Joey Cheek         | 35,11      | Júja Oikawa            | 35,43    | Gerard van Velde                  | 35,57    | —                                                          | —           |
| Klobenstein 2    | Joey Cheek         | 35,18      | Dmitrij Dorofejev      | 35,20    | Casey FitzRandolph Júja Oikawa    | 35,42    | —                                                          | —           |
| Heerenveen 1     | I Kang-sok         | 34,82      | Joey Cheek             | 35,08    | Dmitrij Dorofejev                 | 35,13    | —                                                          | —           |
| Heerenveen 2     | I Kang-sok         | 34,98      | Jeremy Wotherspoon     | 35,07    | Pekka Koskela                     | 35,20    | —                                                          | —           |
|                  |                    |            |                        |          |                                   |          |                                                            |             |
| Celkové pořadí   | I Kang-sok         | 746 bodů   | Dmitrij Dorofejev      | 720 bodů | Joey Cheek                        | 705 bodů | 61. Pavel Kulma 61. Miroslav Vtípil 61. Zdeněk Haselberger | 0 bodů      |

### 1000 m
| Místo            | 1. místo          | Čas          | 2. místo           | Čas      | 3. místo           | Čas      | Příp. další česká účast                                    | Čas             |
| ---------------- | ----------------- | ------------ | ------------------ | -------- | ------------------ | -------- | ---------------------------------------------------------- | --------------- |
| Salt Lake City 1 | Shani Davis       | 1:07,48      | Stefan Groothuis   | 1:07,69  | Joey Cheek         | 1:08,02  | 60. Zdeněk Haselberger                                     | 1:20,05         |
| Salt Lake City 2 | Shani Davis       | 1:07,03 (WR) | Erben Wennemars    | 1:08,00  | Jeremy Wotherspoon | 1:08,08  | 58. Miroslav Vtípil 59. Pavel Kulma                        | 1:13,86 1:19,63 |
| Milwaukee 1      | Shani Davis       | 1:08,33      | Jeremy Wotherspoon | 1:08,93  | Even Wetten        | 1:09,23  | —                                                          | —               |
| Milwaukee 2      | Shani Davis       | 1:08,43      | Joey Cheek         | 1:08,68  | Casey FitzRandolph | 1:09,11  | —                                                          | —               |
| Turín            | Dmitrij Dorofejev | 1:10,02      | Jusuke Imai        | 1:10,08  | Denny Morrison     | 1:10,13  | —                                                          | —               |
| Inzell 1         | Dmitrij Dorofejev | 1:11,15      | Gerard van Velde   | 1:11,53  | Stefan Groothuis   | 1:11,90  | —                                                          | —               |
| Inzell 2         | Remco olde Heuvel | 1:11,74      | Dmitrij Dorofejev  | 1:11,87  | Janne Hänninen     | 1:12,51  | —                                                          | —               |
| Klobenstein 1    | Shani Davis       | 1:09,26      | Joey Cheek         | 1:09,32  | Jusuke Imai        | 1:10,22  | —                                                          | —               |
| Klobenstein 2    | Shani Davis       | 1:09,26      | Erben Wennemars    | 1:09,46  | Casey FitzRandolph | 1:09,48  | —                                                          | —               |
| Heerenveen       | Shani Davis       | 1:08,91      | Jan Bos            | 1:09,00  | Jeremy Wotherspoon | 1:09,34  | —                                                          | —               |
|                  |                   |              |                    |          |                    |          |                                                            |                 |
| Celkové pořadí   | Shani Davis       | 750 bodů     | Joey Cheek         | 418 bodů | Jeremy Wotherspoon | 399 bodů | 68. Miroslav Vtípil 68. Pavel Kulma 68. Zdeněk Haselberger | 0 bodů          |

### 1500 m
| Místo          | 1. místo      | Čas          | 2. místo       | Čas      | 3. místo         | Čas      | Příp. další česká účast                                      | Čas             |
| -------------- | ------------- | ------------ | -------------- | -------- | ---------------- | -------- | ------------------------------------------------------------ | --------------- |
| Calgary        | Shani Davis   | 1:43,52      | Chad Hedrick   | 1:44,24  | Alexandr Kibalko | 1:45,26  | 40. (div. B) Miroslav Vtípil 42. (div. B) Pavel Kulma        | 1:53,13 2:00,99 |
| Salt Lake City | Chad Hedrick  | 1:42,78 (WR) | Shani Davis    | 1:43,41  | Erben Wennemars  | 1:43,51  | 38. (div. B) Miroslav Vtípil 43. (div. B) Zdeněk Haselberger | 1:52,38 2:00,65 |
| Heerenveen     | Simon Kuipers | 1:45,39      | Chad Hedrick   | 1:45,54  | Enrico Fabris    | 1:45,56  | 29. (div. B) Miroslav Vtípil 38. (div. B) Pavel Kulma        | 1:54,57 2:02,97 |
| Turín          | Enrico Fabris | 1:46,46      | Denny Morrison | 1:46,82  | Chad Hedrick     | 1:47,58  | —                                                            | —               |
| Heerenveen     | Chad Hedrick  | 1:45,48      | Shani Davis    | 1:46,11  | Enrico Fabris    | 1:46,35  | —                                                            | —               |
|                |               |              |                |          |                  |          |                                                              |                 |
| Celkové pořadí | Chad Hedrick  | 480 bodů     | Denny Morrison | 315 bodů | Enrico Fabris    | 306 bodů | 42. Miroslav Vtípil 42. Pavel Kulma 42. Zdeněk Haselberger   | 0 bodů          |

### 5000 m/10 000 m
| Místo          | Disciplína     | 1. místo       | Čas           | 2. místo       | Čas      | 3. místo       | Čas      | Příp. další česká účast                                      | Čas             |
| -------------- | -------------- | -------------- | ------------- | -------------- | -------- | -------------- | -------- | ------------------------------------------------------------ | --------------- |
| Calgary        | 5000 m         | Chad Hedrick   | 6:09,68 (WR)  | Carl Verheijen | 6:11,79  | Eskil Ervik    | 6:12,19  | 41. (div. B) Miroslav Vtípil 43. (div. B) Zdeněk Haselberger | 6:57,40 7:05,29 |
| Salt Lake City | 5000 m         | Sven Kramer    | 6:08,78 (WR)  | Carl Verheijen | 6:08,98  | Chad Hedrick   | 6:10,52  | 36. (div. B) Miroslav Vtípil 39. (div. B) Pavel Kulma        | 6:50,42 7:03,35 |
| Heerenveen     | 10 000 m       | Carl Verheijen | 12:57,92 (WR) | Chad Hedrick   | 12:58,25 | Lasse Sætre    | 12:59,47 | 24. (div. B) Miroslav Vtípil                                 | 14:32,26        |
| Turín          | 5000 m         | Chad Hedrick   | 6:20,29       | Eskil Ervik    | 6:23,93  | Enrico Fabris  | 6:26,27  | —                                                            | —               |
| Heerenveen     | 5000 m         | Sven Kramer    | 6:14,90       | Enrico Fabris  | 6:18,55  | Chad Hedrick   | 6:18,67  | —                                                            | —               |
|                |                |                |               |                |          |                |          |                                                              |                 |
| Celkové pořadí | Celkové pořadí | Chad Hedrick   | 455 bodů      | Sven Kramer    | 400 bodů | Carl Verheijen | 365 bodů | 41. Miroslav Vtípil 41. Pavel Kulma 41. Zdeněk Haselberger   | 0 bodů          |

### Stíhací závod družstev
| Místo          | 1. místo                                                     | Čas      | 2. místo                                                        | Čas      | 3. místo                                                       | Čas      | Třetí bodové umístění                                           | Čas     | Příp. další česká účast                                  | Čas     |
| -------------- | ------------------------------------------------------------ | -------- | --------------------------------------------------------------- | -------- | -------------------------------------------------------------- | -------- | --------------------------------------------------------------- | ------- | -------------------------------------------------------- | ------- |
| Calgary        | Kanada Arne Dankers Steven Elm Denny Morrison                | 3:39,69  | Nizozemsko II Rintje Ritsma Remco olde Heuvel Jochem Uytdehaage | 3:41,63  | Nizozemsko Mark Tuitert Erben Wennemars Carl Verheijen         | 3:41,64  | 4. Rusko Jevgenij Lalenkov Dmitrij Šepel Ivan Skobrev           | 3:43,05 | —                                                        | —       |
| Heerenveen     | Nizozemsko Sven Kramer Jochem Uytdehaage Carl Verheijen      | 3:43,77  | Kanada Arne Dankers Denny Morrison Justin Warsylewicz           | 3:44,98  | Nizozemsko II Bob de Jong Remco olde Heuvel Ralf van der Rijst | 3:45,09  | 4. Itálie Stefano Donagrandi Enrico Fabris Ippolito Sanfratello | 3:46,74 | 22. Česko Zdeněk Haselberger Pavel Kulma Miroslav Vtípil | 4:11,91 |
| Turín          | Itálie Stefano Donagrandi Enrico Fabris Ippolito Sanfratello | 3:49,57  | USA Chad Hedrick KC Boutiette Derek Parra                       | 3:51,33  | Norsko Håvard Bøkko Mikael Flygind Larsen Eskil Ervik          | 3:51,58  | —                                                               | —       | —                                                        | —       |
|                |                                                              |          |                                                                 |          |                                                                |          |                                                                 |         |                                                          |         |
| Celkové pořadí | Kanada                                                       | 216 bodů | Itálie                                                          | 198 bodů | Nizozemsko                                                     | 180 bodů | —                                                               | —       | 17. Česko                                                | 12 bodů |

## Ženy

### 100 m
| Místo          | 1. místo        | Čas      | 2. místo           | Čas      | 3. místo          | Čas      |
| -------------- | --------------- | -------- | ------------------ | -------- | ----------------- | -------- |
| Milwaukee      | Sajuri Ósugaová | 10,41    | Jenny Wolfová      | 10,51    | I Sang-hwa        | 10,63    |
| Inzell         | Jenny Wolfová   | 10,57    | Světlana Kajkanová | 10,94    | Paulina Wallinová | 11,16    |
| Heerenveen     | I Sang-hwa      | 10,47    | Jenny Wolfová      | 10,52    | Sajuri Ósugaová   | 10,58    |
|                |                 |          |                    |          |                   |          |
| Celkové pořadí | Jenny Wolfová   | 300 bodů | I Sang-hwa         | 220 bodů | Sajuri Ósugaová   | 205 bodů |

### 500 m
| Místo            | 1. místo           | Čas      | 2. místo          | Čas      | 3. místo              | Čas      | Příp. další česká účast                | Čas         |
| ---------------- | ------------------ | -------- | ----------------- | -------- | --------------------- | -------- | -------------------------------------- | ----------- |
| Salt Lake City 1 | Wang Pej-sing      | 37,52    | Wang Man-li       | 37,53    | Jennifer Rodriguezová | 37,87    | —                                      | —           |
| Salt Lake City 2 | Wang Man-li        | 37,28    | Wang Pej-sing     | 37,39    | Sajuri Ósugaová       | 37,54    | 49. Martina Sáblíková 55. Andrea Jirků | 40,86 43,01 |
| Milwaukee 1      | Wang Man-li        | 38,01    | Sajuri Jošiiová   | 38,36    | Wang Pej-sing         | 38,41    | —                                      | —           |
| Milwaukee 2      | Wang Man-li        | 37,83    | Wang Pej-sing     | 38,19    | Jenny Wolfová         | 38,35    | —                                      | —           |
| Turín 1          | Wang Man-li        | 38,25    | Sajuri Jošiiová   | 38,36    | Tomomi Okazakiová     | 38,57    | —                                      | —           |
| Turín 2          | Jenny Wolfová      | 38,64    | Tomomi Okazakiová | 38,65    | Chiara Simionatová    | 38,77    | —                                      | —           |
| Inzell 1         | Jenny Wolfová      | 39,59    | Světlana Žurovová | 39,70    | Sanne van der Starová | 39,97    | —                                      | —           |
| Inzell 2         | Světlana Žurovová  | 39,10    | Jenny Wolfová     | 39,13    | Sanne van der Starová | 39,93    | —                                      | —           |
| Klobenstein 1    | Chiara Simionatová | 38,51    | Jenny Wolfová     | 38,70    | Světlana Kajkanová    | 39,05    | —                                      | —           |
| Klobenstein 2    | Chiara Simionatová | 38,63    | Jenny Wolfová     | 38,91    | Světlana Kajkanová    | 39,26    | —                                      | —           |
| Heerenveen 1     | Sajuri Jošiiová    | 38,35    | I Sang-hwa        | 38,40    | Chiara Simionatová    | 38,53    | —                                      | —           |
| Heerenveen 2     | Světlana Žurovová  | 38,01    | Jenny Wolfová     | 38,36    | I Sang-hwa            | 38,47    | —                                      | —           |
|                  |                    |          |                   |          |                       |          |                                        |             |
| Celkové pořadí   | Jenny Wolfová      | 917 bodů | Světlana Žurovová | 617 bodů | Chiara Simionatová    | 608 bodů | 62. Martina Sáblíková 62. Andrea Jirků | 0 bodů      |

### 1000 m
| Místo            | 1. místo              | Čas      | 2. místo              | Čas      | 3. místo                | Čas      | Příp. další česká účast                | Čas             |
| ---------------- | --------------------- | -------- | --------------------- | -------- | ----------------------- | -------- | -------------------------------------- | --------------- |
| Salt Lake City 1 | Anni Friesingerová    | 1:13,95  | Jennifer Rodriguezová | 1:14,24  | Chiara Simionatová      | 1:14,55  | —                                      | —               |
| Salt Lake City 2 | Anni Friesingerová    | 1:13,99  | Chiara Simionatová    | 1:14,21  | Jennifer Rodriguezová   | 1:14,72  | 31. Martina Sáblíková 51. Andrea Jirků | 1:17,87 1:21,93 |
| Milwaukee 1      | Jennifer Rodriguezová | 1:15,50  | Chiara Simionatová    | 1:16,03  | Marianne Timmerová      | 1:16,53  | —                                      | —               |
| Milwaukee 2      | Chiara Simionatová    | 1:15,60  | Jennifer Rodriguezová | 1:15,68  | Marianne Timmerová      | 1:16,43  | —                                      | —               |
| Turín            | Anni Friesingerová    | 1:16,30  | Cindy Klassenová      | 1:16,54  | Jennifer Rodriguezová   | 1:17,38  | 27. (div. B) Martina Sáblíková         | DNS             |
| Inzell 1         | Els Murrisová         | 1:20,81  | Světlana Žurovová     | 1:20,97  | Marieke Wijsmanová      | 1:21,42  | —                                      | —               |
| Inzell 2         | Světlana Žurovová     | 1:20,37  | Els Murrisová         | 1:21,31  | Sanne van der Starová   | 1:21,39  | —                                      | —               |
| Klobenstein 1    | Anni Friesingerová    | 1:16,36  | Aki Tonoikeová        | 1:18,11  | Paulien van Deutekomová | 1:18,38  | —                                      | —               |
| Klobenstein 2    | Anni Friesingerová    | 1:15,47  | Chiara Simionatová    | 1:15,65  | Aki Tonoikeová          | 1:17,37  | —                                      | —               |
| Heerenveen       | Ireen Wüstová         | 1:15,46  | Anni Friesingerová    | 1:15,75  | Chiara Simionatová      | 1:15,96  | —                                      | —               |
|                  |                       |          |                       |          |                         |          |                                        |                 |
| Celkové pořadí   | Anni Friesingerová    | 620 bodů | Chiara Simionatová    | 576 bodů | Jennifer Rodriguezová   | 400 bodů | 66. Martina Sáblíková 66. Andrea Jirků | 0 bodů          |

### 1500 m
| Místo          | 1. místo           | Čas          | 2. místo             | Čas      | 3. místo             | Čas      | Příp. další česká účast                                  | Čas             |
| -------------- | ------------------ | ------------ | -------------------- | -------- | -------------------- | -------- | -------------------------------------------------------- | --------------- |
| Calgary        | Anni Friesingerová | 1:53,48      | Claudia Pechsteinová | 1:54,92  | Kristina Grovesová   | 1:55,15  | 19. (div. B) Martina Sáblíková 31. (div. B) Andrea Jirků | 2:00,96 2:04,30 |
| Salt Lake City | Cindy Klassenová   | 1:51,79 (WR) | Anni Friesingerová   | 1:53,19  | Christine Nesbittová | 1:54,43  | 3. (div. B) Martina Sáblíková 29. (div. B) Andrea Jirků  | 1:57,77 2:03,60 |
| Heerenveen     | Anni Friesingerová | 1:54,66      | Cindy Klassenová     | 1:54,72  | Kristina Grovesová   | 1:56,28  | 19. Martina Sáblíková 21. (div. B) Andrea Jirků          | 2:02,00 2:06,25 |
| Turín          | Anni Friesingerová | 1:57,32      | Cindy Klassenová     | 1:57,62  | Renate Groenewoldová | 1:58,40  | 12. (div. B) Martina Sáblíková                           | 2:02,52         |
| Heerenveen     | Ireen Wüstová      | 1:55,58      | Anni Friesingerová   | 1:55,67  | Cindy Klassenová     | 1:55,76  | 10. Martina Sáblíková                                    | 2:00,37         |
|                |                    |              |                      |          |                      |          |                                                          |                 |
| Celkové pořadí | Anni Friesingerová | 500 bodů     | Cindy Klassenová     | 425 bodů | Ireen Wüstová        | 295 bodů | 22. Martina Sáblíková 41. Andrea Jirků                   | 49 bodů 0 bodů  |

### 3000 m/5000 m
| Místo          | Disciplína     | 1. místo           | Čas          | 2. místo             | Čas      | 3. místo           | Čas      | Příp. další česká účast                        | Čas             |
| -------------- | -------------- | ------------------ | ------------ | -------------------- | -------- | ------------------ | -------- | ---------------------------------------------- | --------------- |
| Calgary        | 3000 m         | Cindy Klassenová   | 3:55,75 (WR) | Claudia Pechsteinová | 3:57,99  | Anni Friesingerová | 3:58,52  | 6. Martina Sáblíková 24. (div. B) Andrea Jirků | 4:03,35 4:14,96 |
| Salt Lake City | 3000 m         | Cindy Klassenová   | 3:56,90      | Clara Hughesová      | 3:59,06  | Kristina Grovesová | 3:59,77  | 5. Martina Sáblíková 21. (div. B) Andrea Jirků | 4:00,69 4:13,33 |
| Heerenveen     | 5000 m         | Clara Hughesová    | 6:56,45      | Claudia Pechsteinová | 6:57,33  | Cindy Klassenová   | 6:57,98  | 5. Martina Sáblíková 16. (div. B) Andrea Jirků | 7:01,56 7:37,90 |
| Turín          | 3000 m         | Anni Friesingerová | 4:05,46      | Cindy Klassenová     | 4:05,70  | Kristina Grovesová | 4:08,51  | 9. Martina Sáblíková                           | 4:11,81         |
| Heerenveen     | 3000 m         | Cindy Klassenová   | 4:02,79      | Claudia Pechsteinová | 4:05,11  | Maren Haugliová    | 4:05,22  | 6. Martina Sáblíková                           | 4:06,54         |
|                |                |                    |              |                      |          |                    |          |                                                |                 |
| Celkové pořadí | Celkové pořadí | Cindy Klassenová   | 500 bodů     | Claudia Pechsteinová | 385 bodů | Kristina Grovesová | 299 bodů | 8. Martina Sáblíková 42. Andrea Jirků          | 222 bodů 0 bodů |

### Stíhací závod družstev
| Místo          | 1. místo                                                            | Čas      | 2. místo                                                        | Čas      | 3. místo                                                             | Čas      | Třetí bodové umístění                                                   | Čas     |
| -------------- | ------------------------------------------------------------------- | -------- | --------------------------------------------------------------- | -------- | -------------------------------------------------------------------- | -------- | ----------------------------------------------------------------------- | ------- |
| Calgary        | Německo Anni Friesingerová Daniela Anschützová Claudia Pechsteinová | 2:56,04  | Čína Wang Fej Ťi Ťia Čang Siao-lej                              | 3:00,24  | Německo II Katrin Kalexová Lucille Opitzová Monique Angermüllerová   | 3:00,59  | 4. Rusko Jekatěrina Lobyševová Jekatěrina Abramovová Galina Lichačovová | 3:00,67 |
| Heerenveen     | Nizozemsko Renate Groenewoldová Moniek Kleinsmanová Ireen Wüstová   | 3:03,61  | Kanada Kristina Grovesová Cindy Klassenová Christine Nesbittová | 3:03,95  | Rusko Jekatěrina Abramovová Galina Lichačovová Jekatěrina Lobyševová | 3:04,22  | —                                                                       | —       |
| Turín          | Německo Daniela Anschützová Anni Friesingerová Sabine Völkerová     | 3:04,22  | Kanada Kristina Grovesová Clara Hughesová Christine Nesbittová  | 3:06,15  | Japonsko Eriko Išinová Hiromi Ócuová Maki Tabataová                  | 3:06,45  | —                                                                       | —       |
|                |                                                                     |          |                                                                 |          |                                                                      |          |                                                                         |         |
| Celkové pořadí | Německo                                                             | 232 bodů | Kanada                                                          | 200 bodů | Rusko                                                                | 200 bodů | —                                                                       | —       |